# Aeropuerto Depati Amir
El Aeropuerto Depati Amir (en indonesio Bandar Udara Depati Amir) (código IATA: PGK, código ICAO: WIPK), también llamado Aeropuerto de Pangkal Pinang, es un aeropuerto ubicado en la ciudad de Pangkal Pinang, en la provincia de Bangka Belitung, Indonesia. La agencia gubernamental PT Angkasa Pura II es la encargada de su gestión desde enero de 2007.
En enero de 2017, se completó la construcción de una nueva terminal de 11 500 m² que permite al aeropuerto aumentar su capacidad de unos 350 000 pasajeros anuales a más de un millón y medio.